# Uuden Musiikin Kilpailu
Uuden Musiikin Kilpailu (UMK) is een muziekconcours waar de Finse inzending voor het Eurovisiesongfestival wordt gekozen. De eerste editie van deze nationale preselectie vond plaats in 2012, als opvolger van Euroviisut.

## Winnaars
| Jaar | Lied             | Zanger                        | Eurovisiesongfestival                             | Eurovisiesongfestival                             | Eurovisiesongfestival                             | Eurovisiesongfestival                             |
| Jaar | Lied             | Zanger                        | Halve finale                                      | Punten                                            | Finale                                            | Punten                                            |
| ---- | ---------------- | ----------------------------- | ------------------------------------------------- | ------------------------------------------------- | ------------------------------------------------- | ------------------------------------------------- |
| 2012 | När jag blundar  | Pernilla Karlsson             | 12                                                | 41                                                | Niet gekwalificeerd                               | Niet gekwalificeerd                               |
| 2013 | Marry Me         | Krista Siegfrids              | 9                                                 | 64                                                | 24                                                | 13                                                |
| 2014 | Something Better | Sonftengine                   | 3                                                 | 97                                                | 11                                                | 72                                                |
| 2015 | Aina mun pitää   | Pertti Kurikan Nimipäivät     | 16                                                | 13                                                | Niet gekwalificeerd                               | Niet gekwalificeerd                               |
| 2016 | Sing It Away     | Sandhja                       | 15                                                | 51                                                | Niet gekwalificeerd                               | Niet gekwalificeerd                               |
| 2017 | Blackbird        | Norma John                    | 12                                                | 92                                                | Niet gekwalificeerd                               | Niet gekwalificeerd                               |
| 2018 | Monsters         | Saara Aalto                   | 10                                                | 108                                               | 25                                                | 46                                                |
| 2019 | Look Away        | Darude feat. Sebastian Rejman | 17                                                | 23                                                | Niet gekwalificeerd                               | Niet gekwalificeerd                               |
| 2020 | Looking Back     | Aksel                         | Coronapandemie: Eurovisiesongfestival geannuleerd | Coronapandemie: Eurovisiesongfestival geannuleerd | Coronapandemie: Eurovisiesongfestival geannuleerd | Coronapandemie: Eurovisiesongfestival geannuleerd |
| 2021 | Dark Side        | Blind Channel                 | 5                                                 | 234                                               | 6                                                 | 301                                               |
| 2022 | Jezebel          | The Rasmus                    | 7                                                 | 162                                               | 21                                                | 38                                                |
| 2023 | Cha Cha Cha      | Käärijä                       | 1                                                 | 177                                               | 2                                                 | 526                                               |
| 2024 | No Rules         | Windows95Man                  | 19                                                | 38                                                | 7                                                 | 59                                                |
| 2025 | Ich komme        | Erika Vikman                  |                                                   |                                                   |                                                   |                                                   |